# ダグラス・レイン (ウイスキー・ボトラー)
ダグラス・レイン社（Douglas Laing & Co.）はスコッチ・ウイスキーのインディペンデント・ボトラーの一つ。

## 概要
スコットランドのグラスゴーに本拠を置き、1948年に設立された同社は、「エピキュリアン」、「ティモラス・ビースティ」、「スカリーワグ」、「ロック・アイランド」、「ビッグ・ピート」を含む「リマーカブル・リージョナル・モルト」シリーズや、「エクセプショナル・シングル・カスク」と総称する「オールド・パーティキュラー」、「プロヴェナンス」、「エクストラ・オールド・パーティキュラー」など、数多くのブランドを擁している。また、キング・オブ・スコッツ・ブレンデッド・スコッチ・ウイスキー、クラン・デニー・シングル・カスク、プレミア・バレルも製造・販売している。
同社は、スコッチ・ウイスキー協会のメンバーである。

## ストラスアーン
2019年、同社はスコットランドのパースシャーにあるストラスアーン蒸溜所を買収した。

## ビッグ・ピート
アードベッグ蒸留所、ポートエレン蒸留所、ボウモア蒸留所、カリラ蒸留所のアイラモルトウイスキーのみを使用したダグラス・レインのビッグピート・スモールバッチ・アイラ・ブレンデッドモルトウイスキーまたはバテッドモルトは、アルコール度数46％でボトリングされている。ビッグピートは、Jim Murray's Whisky BibleでScottish Vatted Malt of the Yearを受賞するなど、世界中で高い評価を受け、2010年のワールド・ウイスキー・アワードでは、ブレンデッド・スコッチ・モルト・オブ・ザ・イヤーを受賞。お祭りをテーマにしたビッグ・ピートの限定ボトリングは、寒い冬の間、より暖かくなるようにカスクストレングスで毎年リリースされる。

## スカリーワグ
2013年に発売されたスカリーワグは、スペイサイドのシングルモルトのブレンドで、主にシェリー樽で熟成され、46％でボトリングされている。パッケージには、ダグラス・レイング家の長いペットの歴史にちなみ、フォックス・テリアが描かれている。ダグラス・レインは、カスクストレングスボトリングを含む、いくつかの限定版スカリーワグもリリースしている。

## ティモラス・ビースティ
ロバート・バーンズの有名なスコットランド詩「To a Mouse」へのオマージュとして、ネズミがパッケージに描かれたハイランド・ブレンデッドモルト。ハイランドのシングルモルトをブレンドしたティモラス・ビースティは、グレンギリー蒸溜所、グレンゴイン蒸溜所、ブレアアソール蒸溜所のスピリッツを組み合わせ、46.8%でボトリングされている。2014年の発売以来、ダグラス・レインはティモラス・ビースティ40年を含む熟成したティモラス・ビーストティ・シリーズをリリースしている。

## ロック・アイランド
ロック・アイランドは、アイラ島、アラン島、ジュラ島、オークニー島で蒸溜されたシングルモルトを組み合わせたアイランド・ブレンデッド・モルト・スコッチ・ウイスキーである。
以前はロック・オイスターとして知られていた。

## ザ・エピキュリアン
2016年に初めてリリースされたザ・エピキュリアンは、ダグラス・レインのローランド・ブレンデッドモルト。ボトリングは46%で、パッケージには「グラスゴー出身の1930年代の小生意気なチャッピー」と言われるキャラクターが描かれている。

## その他の製品
シングル・カスク・モルト・アンド・グレーン
- オールド・パーティキュラー
- エクストラ・オールド・パーティキュラー
- プロヴァンス
- キング・オブ・スコット・ブレンデッド・スコッチ・ウイスキー プレミア・バレル・シングル・モルト
- ダブル・バレル・ブレンデッド・モルト

ディストリビューション・ブランド
- ザ・グレンタレット・シングルモルト・スコッチ・ウイスキー
- シンジケート58/6・ブレンデッド・スコッチ・ウイスキー